# Judah Loeb Landau

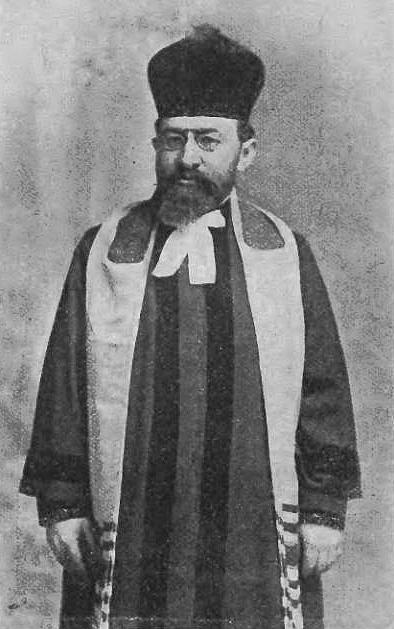
Judah Leo Landau (vor 1906)

Judah Loeb Landau (auch Jehuda Leib Landau und Juda Leo Landau; geboren am 14. April 1866 in Saliszi, Kaisertum Österreich; gestorben am 25. August 1942 in Johannesburg) war ein Rabbiner, Schriftsteller und von 1915 bis 1942 Oberrabbiner von Südafrika.

## Leben
Judah Loeb Landau war der Sohn des Rabbiners und Dichters Moses Issachar Landau. Er wuchs in Galizien auf. Den ersten Unterricht erhielt er bei seinem Vater, danach besuchte er das Gymnasium in Brody, an dem er 1891 die Matura ablegte. Er studierte an der Israelitisch-Theologischen Lehranstalt in Wien, an der er 1898 das Rabbinerexamen ablegte, sowie Rechtswissenschaften an der Universität Wien, an der er im selben Jahr promoviert wurde.
In Wien wurde er mit der Zionistischen Weltorganisation bekannt. Im August 1900 nahm er am vierten Zionistischen Kongress in London teil, von dem er für Ha-Maggid (המגיד), die 1856 in Lyck in Ostpreußen gegründete, älteste hebräische Wochenzeitung, berichtete. Der britische Oberrabbiner Moses Gaster war von Landau beeindruckt; er bewog ihn, in England tätig zu werden. 1901 wurde Landau zum Rabbiner einer jüdischen Gemeinde in Manchester berufen.
1903 wurde er zum Rabbiner in Johannesburg berufen und galt schon bald als der Sprecher der Juden in Südafrika. 1915 wurde er zum Oberrabbiner von Südafrika ernannt. Er gab den Anstoß zur Gründung des Beth Din Johannesburg, des für Südafrika zuständigen Rabbinatsgerichtes. Zudem wurde ihm der erste Lehrstuhl für Hebräisch in Südafrika (an der Witwatersrand University) übertragen. Er war Vorsitzender der South African Jewish Ministers’ Association und der South African Jewish Historical Society.

## Schriftstellerisches Werk
Schon als Jugendlicher veröffentlichte Landau Gedichte in jiddischer, dann auch in hebräischer Sprache, später auch Schauspiele, Erzählungen, Romane und zahlreiche weitere Gedichte. Viele seiner auf Jiddisch geschriebenen Werke übersetzte er selbst ins Hebräische.

## Fachwissenschaftliche Schriften
- Nachman Krochmal. Ein Hegelianer. S. Calvary & Comp., Berlin 1904.
- Short lectures on modern Hebrew literature from M. H. Luzzatto to S. D. Luzzatto. Witwatersrand University Press, Johannesburg 1923.
- Judaism in life and literature. Goldston, London 1936.